# 中村純九郎
中村 純九郎（なかむら じゅんくろう、1853年8月7日（嘉永6年7月3日） - 1947年（昭和22年）12月18日）は、日本の官僚・政治家。貴族院議員。

## 経歴
佐賀藩出身。佐賀藩士・中村喜三太の長男として生まれる。戊辰戦争には鍋島左馬之助配下として従軍。1874年の佐賀の乱では島義勇率いる憂国党の一員として参戦した。なお、円山公園にある札幌の街造りの基礎を築いた義勇の功績を記した『島判官紀功碑』の碑文は中村の手により書かれている。1876年、司法省法学校を修了。
1884年、参事院御用掛となる。以後、海軍省翻訳官、海軍主計学校教授、海軍教授などを歴任。さらに、台湾総督府民政局参事官、拓務省参事官、淡水税関長兼基隆税関長、札幌郵便局長などを務めた。
1907年12月、福井県知事に就任。1912年3月、広島県知事に転じた。1914年4月、北海道庁長官に就任。大凶作の対応に尽力した。
1920年6月2日、貴族院勅選議員に任じられ、交友倶楽部に属し1947年5月2日の貴族院廃止まで在任した。

## 栄典
- 1896年（明治29年）3月31日 - 勲六等単光旭日章[2]
- 1909年（明治42年）12月25日 - 勲四等瑞宝章[3]
- 1915年（大正4年）11月10日 - 大礼記念章[4]

## 家族・親族
妻・千代は坂部長照の次女。坂部は内務権大丞、内務省出仕後大蔵省に転じ会計検査院部長検査官を務めた官僚。妻の姉、すなわち坂部の長女駒子は天文学者・寺尾寿の先妻である。次女俊子の前夫は岩井財閥の岩井英一郎（岩井勝次郎長男）、後夫は住友財閥の総理事・古田俊之助、三女栄子は陸上選手で日本人初のオリンピック金メダリストの織田幹雄に嫁いだ。

## 著作
編
- 『副島大使適清概略』中村純九郎、1891年。

訳書
- 森順正との共訳、ボアソナード『刑法草案註釈』司法省、1886年。
- クールセヱル・スヌウイユ（Courcelle-Seneuil）『法学原論』和仏法律学校、1894年。